# Viasat History
A Viasat History a Viasat csoport egyik tematikus csatornája. 2004. május 3-án kezdte magyarországi adását. Elsősorban történelmi jellegű műsorokat sugároz.
A csatorna a svéd Modern Times Group (MTG) médiacsoport tagja, mely a Viasat 3 kereskedelmi csatorna és a szintén tematikus Viasat Explorer után indított újabb tematikus csatornát. A Viasat History 2014. április 29-től új arculatot kapott. Reklámidejét 2019. szeptember 1. óta az Atmedia értékesíti. 
A csatorna az Ofcomnál van bejegyezve Nagy-Britanniában, de az orosz korhatár-besorolásokat használja.
2015-től a Viasat World tagja, amely a korábbi tulajdonos cégből az MTG-ból vált ki. A csatorna 2019. januárjától HD-ben is sugároz.
A csatorna hangjai Hám Bertalan és Fehérváry Márton.

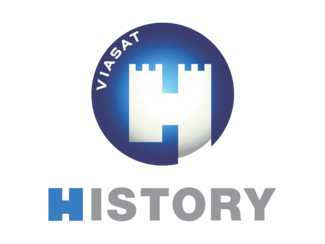
A csatorna korábbi logója (2009–2014)

## Műsorai
A csatornán az ókortól a modern művészetig, politikai és komolyabb hangvételű kulturális műsorok, valamint könnyedebb stílusú történelmi műsorok találhatóak és sorozatok, illetve a második világháborúról szóló műsor. A csatorna 2007 novemberétől 24 órában látható, előtte reggel 6 órától éjfélig volt műsorideje.
- Az elektromosság története
- Nácivadászok
- Középkori halottak
- Tiltott történelem
- Dollármilliomos Amerikai hercegnők
- Múzeumi rejtélyek
- A holdra szállás: A világ legnagyobb megtévesztése?
- Feltárt történelem
- Mitikus fenevadak
- Gyilkosságok térképe
- Őrült találmányok
- Bepillantás a királyi udvarokba
- Mítoszok és szörnyek
- A XX. század 101 meghatározó alakja
- Róma láthatatlan városa
- Viktória királynő gyermekei
- DNS a múltból
- Napóleon
- Egyiptom tisztázatlan aktái
- A harmincéves háború - A vas korszaka
- Vulkánok világában
- Összeesküvés
- Háborúzó királyi rokonok
- I. Erzsébet és ellenségei
- Harcos asszonyok
- A vikingek és a halál
- Pompeii: visszaszámlálás a katasztrófáig
- Hat feleség titkai
- A Kennedy-gyilkosság titka
- Az első civilizációk
- A birodalom vége
- Halálos hírszerzés
- A modern világ nagyjai
- Magánéletek
- Európa története
- Róma - az első szuperhatalom
- Napóleon: Az egyiptomi hadjárat
- A piramisok titkai
- Orgyilkosok a múltból
- A Holdra szállás és a nácik
- A szultán és a szent
- Júdea és a Róma: Végzetes konfliktus
- A mi világháborúnk
- Történelemformáló éghajlatváltozás
- Nagy Brit várak titkai
- Nyolc nap, ami Rómává tette
- Miklós & Alexandra: Oroszország utolsó uralkodói
- Történelem legnagyobb csalásai
- JFK - Amíg elnök lett
- Az ászok háborúja
- Az Orient Expressz után kutatva
- Gyilkos gépek
- Fegyveres férfiak: A háború művészete
- A Gladiátorok elveszett városa
- VIII. Henrik hat királynéja
- Holokauszt emlékhét
- Hadihajók
- Európa utolsó harcos királyai